# Arom (fysik)
Arom (engelska flavour eller flavor) eller smak är ett kvanttal inom partikelfysiken, som gäller en elementarpartikels svaga växelverkan. Termen används för att beteckna sex slags kvarkar (upp, ned, charm, sär, topp och botten) eller tre typer av leptoner (elektron, myon, och tauon plus samhörande neutriner).
I den elektrosvaga teorin är denna symmetri av gaugetyp och aromförändrande processer existerar. I kvantkromodynamiken, å andra sidan, är arom en global symmetri, d.v.s. en symmetri som gäller för alla punkter i den rumtid som beaktas, i motsats till en lokal symmetri som bara gäller för en öppen delmängd av punkter.
Betasönderfall är en aromförändrade process bland atomkärnor, där till exempel en nerkvark i en neutron genom svag växelverkan övergår i en uppkvark så att hadronen blir en proton.